# Gregorio Ricci-Curbastro
Gregorio Ricci-Curbastro (tiếng Ý: [ɡreˈɡɔːrjo ˈrittʃi kurˈbastro]; sinh ngày 12 tháng 1 năm 1853 - mất ngày 6 tháng 8 năm 1925) là một nhà toán học người Ý được sinh ra ở Lugo di Romagna. Ông được biết đến là người phát minh ra tính toán tensor, nhưng cũng cho ra các công trình ghiên cứu quan trọng quan trọng trong các lĩnh vực khác.
Cùng với cựu sinh viên của ông là Tullio Levi-Civita, ông đã viết một ấn phẩm nổi tiếng nhất của mình, một tác phẩm tiên phong về tính toán tensors, ký tên là Gregorio Ricci. Đây dường như là lần duy nhất Ricci-Curbastro sử dụng hình thức rút ngắn tên của ông trong một ấn phẩm, và tiếp tục gây một số nhầm lần.
Ricci-Curbastro cũng xuất bản các tác phẩm quan trọng trong các lĩnh vực khác,, bao gồm một cuốn sách về đại số nâng cao và phân tích vô cùng, và các bài báo về lý thuyết số thực, một lĩnh vực mà ông đã mở rộng nghiên cứu được bắt đầu bởi Richard Dedekind.

## Tiểu sử

### Thời niên thiếu
Sinh ra ở Romagna. Gia đình ông là một trong những người cổ đại và quý phái nhất trong gia tộc Lugo, và theo truyền thống Công giáo sâu sắc.
Khi Giáo hoàng Piô IX thực hiện cuộc hành trình duy nhất của ông đến Romagna (1857), ông ở cùng với Lugo tại cung điện gia đình ông. Niềm tin tôn giáo mãnh liệt này là một yếu tố đặc trưng mạnh mẽ cho toàn bộ cuộc đời của Gregorio. Hoàn thành tư nhân nghiên cứu trường trung học của mình chỉ mới mười sáu tuổi ông đăng kí khóa học triết học-toán học tại Đại học Roma (1869). Vào năm sau, sau khi Lãnh thổ Giáo hoàng sụp đổ thì GregorioGregorio được cha ông gọi đến thành phố nơi mà ông được sinh ra, Lugo. Sau đó, ông đã tham dự các khóa học tại Bologna, nhưng chỉ sau một năm thì ông theo học tại Scuola Normale Superiore di Pisa.
Vào năm 1875, ông tốt nghiệp ngành Vật lý và Toán học Pisa với luận án về phương trình vi phân, mang tên "Nghiên cứu của Fuches về phương trình vi phân tuyến tính". Trong các cuộc hành trình của ông, ông là sinh viên của các nhà toán học bao gồm Enrico Betti, Eugenio Beltrami, Ulisse Dini và Felix Klein.

### Các nghiên cứu về phép tính vi phân tuyệt đối
Vào năm 1877, Ricci-Curbastro nhận được học bổng tại Đại học Kỹ thuật München, Bayern, avà sau đó ông làm trợ lý cho Ulisse Dini, giáo viên của ông.
Vào năm 1880, ông trở thành một giảng viên của toán học tại Đại học Padova nơi ông nghiên cứu về Hình học Riemann và các hình thức bậc hai vi phân.
Ông đã thành lập một nhóm nghiên cứu trong đó có Tullio Levi-Civita, ông đã viết luận văn cơ bản về tính toán phân biệt tuyệt đối (còn được gọi là phép tính Ricci) với tọa độ hoặc tính toán tensor trên đa tạp Riemannian, và sau đó trở thành lingua franca của lý thuyết tiếp theo về thuyết tương đối của Einstein. Trong thực tế, tính toán vi phân tuyệt đối có vai trò quan trọng trong việc phát triển lý thuyết, như được thể hiện trong một bức thư được viết bởi Albert Einstein cho cháu trai của Ricci-Curbastro. và sau này được gọi là Ricci tensor vốn có vai trò quan trọng trong lý thuyết đó.

#### Ảnh hưởng
Sự ra đời của tính toán tensor đánh dấu sự trở lại của Lagrange, người mở đầu cho hệ thống động lực, và cả Riemann, người đầu tiên nghĩ về hình học trong một số thứ tự tùy ý. Ông cũng bị ảnh hưởng bởi các công trình nghiên cứu của Christoffel và Lipschitz về các hình thức bậc hai. Trên thực tế,, về cơ bản, thì ý tưởng của Christoffel về phép lấy vi phân hiệp biến đã cho phép Ricci-Curbastro đạt được tiến bộ lớn nhất.

### Công nhận
Ricci Curbastro nhận được nhiều danh dự cho những đóng góp của mình.
Ông được vinh danh bởi những đề cập trong các Học viện khác nhau trong số đó là:
- Viện Khoa học Veneto - Istituto veneto di scienze - thư và bài viết (từ năm 1892), trong đó ông là chủ tịch từ 1916 đến 1919.
- Hàn lâm viện Lincei - Accademia dei Lincei - trong đó ông là thành viên từ năm 1899.
- Hàn lâm viện Padua - Accademia di Padova - từ năm 1905.
- Hàn lâm viện Khoa học Turin - Accademia delle Scienze di Torino - từ năm 1918.
- Hàn lâm viện Khoa học Galileian - Accademia Galileiana di Scienze, Lettere ed Arti - thư và bài viết, trong đó ông là chủ tịch từ năm 1920 đến năm 1922.
- Viện Hàn lâm Khoa học của Viện Bologna - Reale Accademia di Bologna - từ năm 1922.
- Viện hàn lâm giáo hoàng về Khoa học - Accademia Pontificia delle Scienze - từ năm 1925.

Ông đã tham gia tích cực vào đời sống chính trị, cả ở quê hương ông và ở Padua, và đóng góp với các dự án của ông cho hệ thống thoát nước của khu vực Ravenna và cống dẫn nước Lugo.
Một tiểu hành tinh được đặt theo tên ông là 13642 Ricci

## Xuất bản
- Ricci-Curbastro, Gregorio (1898), Lezioni sulla teoria delle superficie (bằng tiếng italian), Verona: DruckerQuản lý CS1: ngôn ngữ không rõ (liên kết)[6]